# Moonwalk (dans)

Michael Jackson executând moonwalk în timpul interpretării melodiei „Billie Jean”

Moonwalk sau Backslide este o tehnică de dans care prezintă iluzia că dansatorul pășește înainte, de fapt se deplasează înapoi, dând aspectul că persoana se mișcă de-a lungul unei benzi. Dansul a câștigat popularitate în întreaga lume datorită lui Michael Jackson, care l-a executat în timpul interpretării melodiei „Billie Jean”, în 25 martie, 1983, la televiziunea speciala Motown 25: Yesterday, Today, Forever, și a fost considerat mișcare semnătură. Moonwalk a devenit de atunci unul dintre cele mai cunoscute tehnici de dans din lume.

## Istorie
Moonwalk a fost consemnat la începutul aniilor 1955, executat de dansatorul Bill Bailey. Mimul francez Marcel Marceau l-a folosit de-a lungul carierei (din 1940 până în 1980) ca o parte din rutina mimilor. David Bowie este probabil primul muzician rock care executa această mișcare. James Brown a folosit mișcare în filmul The Blues Brothers din 1980. Un membru din grupul de dans Electric Boogaloos, Timothy „Popin Pete” Solomon, de asemenea execută mișcarea de dans în video-ul Crosseyed And Painless al formației Talking Heads în jurul anului 1981.

## Variații
Există două tipuri distincte. Unul este numit „mers întors”; de obicei executat foarte rapid lăsând impresia că dansatorul merge rapid în cerc. Celălalt tip, moonwalk circular este cunoscut ca 360 sau Patru-Părți Moonwalk și este des executat, mult mai încet, într-un stil plutitor. Acesta implică un toc întors, alunecos, mișcând ambele tocuri pentru a schimba direcția. Alte variante moonwalk includ „sidewalk” sau „side glide” în care dansatorul alunecă lateral, și „spotwalk”, în care dansatorul execută moonwalk pe loc.

## Michael Jackson
Dansul a fost adus în atenția publicului în 1983, când Michael Jackson l-a executat în timpul televizării „Motown 25: Yesterday, Today, Forever” pe 25 martie. Îmbrăcat în pantaloni negri, șosete argintii, bluză argintie, sacou negru și o singură mănușă argintie, a executat o rotație după care a început moonwalk-ul ce a uimit audiența.

## În Natură
O specie de pasăre, Manakinul cu Șapcă Roșie din America Centrală execută un dans de împerechere asemănător cu moonwalk. În timpul performanței masculului, acesta mișcă necontrolat și rapid picioarele în spate sau în lateral.